# Мрачный, Марк
Марк Мрачный (идиш — מאַרק מראַטשני, псевдоним, наст. фамилия Кливанский, [Клаванский]; 1892 — 29.03.1975) — еврейский литератор, анархист-синдикалист, видный общественный деятель, участник махновского движения.

## Биография
Марк родился в еврейской семье в 1892 году в городе Гродно, Российская империя (ныне Беларусь). Учился в хедере, в 1911 году окончил русскую гимназию. Продолжил образование в Лейпциге, Париже, позднее в Нью-Йорке.
В годы Украинской революции — работник Культпросветотдела РПАУ (махновцев), распространитель махновских газет «Вольный повстанец», «Путь к свободе» в 1919—1921 годах. Член украинской анархо-синдикалистской конфедерации «Набат», поставлявшей основные интеллектуальные кадры армии Нестора Махно.
В ночь с 25 на 26 ноября 1920 года Марк был арестован ВЧК в Харькове.
Покинул Украину в 1922 г. С 1928 года — в США. С 1934 г. — доктор медицинских наук, психиатр. Друг Эриха Фромма. В 1928—1934 гг. — работал учителем в школах системы Арбетер Ринг с преподаванием на идиш в Лос-Анджелесе и Детройте.
Автор многочисленных статей по теории анархизма в американской прессе на идиш. В 1934—1940 гг. — редактор нью-йоркской газеты «Фрайе арбетер штиме». Ушёл с поста редактора вскоре после разгрома республиканцев в ходе гражданской войны в Испании. До самой своей смерти был автором политических колонок в ФАШ.

## Наследие
Некоторая часть материалов из личного архива М. Мрачного после его кончины была передана в Идишскую научную организацию которая осуществляющая исследования языка идиш, литературы и фольклора на идиш.